# ختم كاليفورنيا

ختم كاليفورنيا

ختم كاليفورنيا أو الختم الكبير لولاية كاليفورنيا اعتمد في ولاية كاليفورنيا بعد الاتفاقية الدستورية في 1849 وألغي في 1937. يظهر في الختم الالهة الوثنية اليونانية آثينا ودب غريزلي كاليفورني (الحيوان الرسمي) يتغذى على العنب الذي يمثل صناة النبيذ بكاليفورنيا و حفنة حبوب تمثل الزراعة و منقب يمثل حمى الذهب بكاليفورنيا و صناعة المناجم وسفن تمثل القوة الاقتصادية و خليج سان فرانسيسكو ونهر ساكرامنتو. كلمة أوريكا و تعني وجدتها في اليونانية هي الشعار اللفظي للولاية (الموتو).

## وصلات خارجية
- صور من 1849
- متحف كابتول كاليفورنيا: ختم كاليفورنيا